# David Friedman (Vibraphonist)

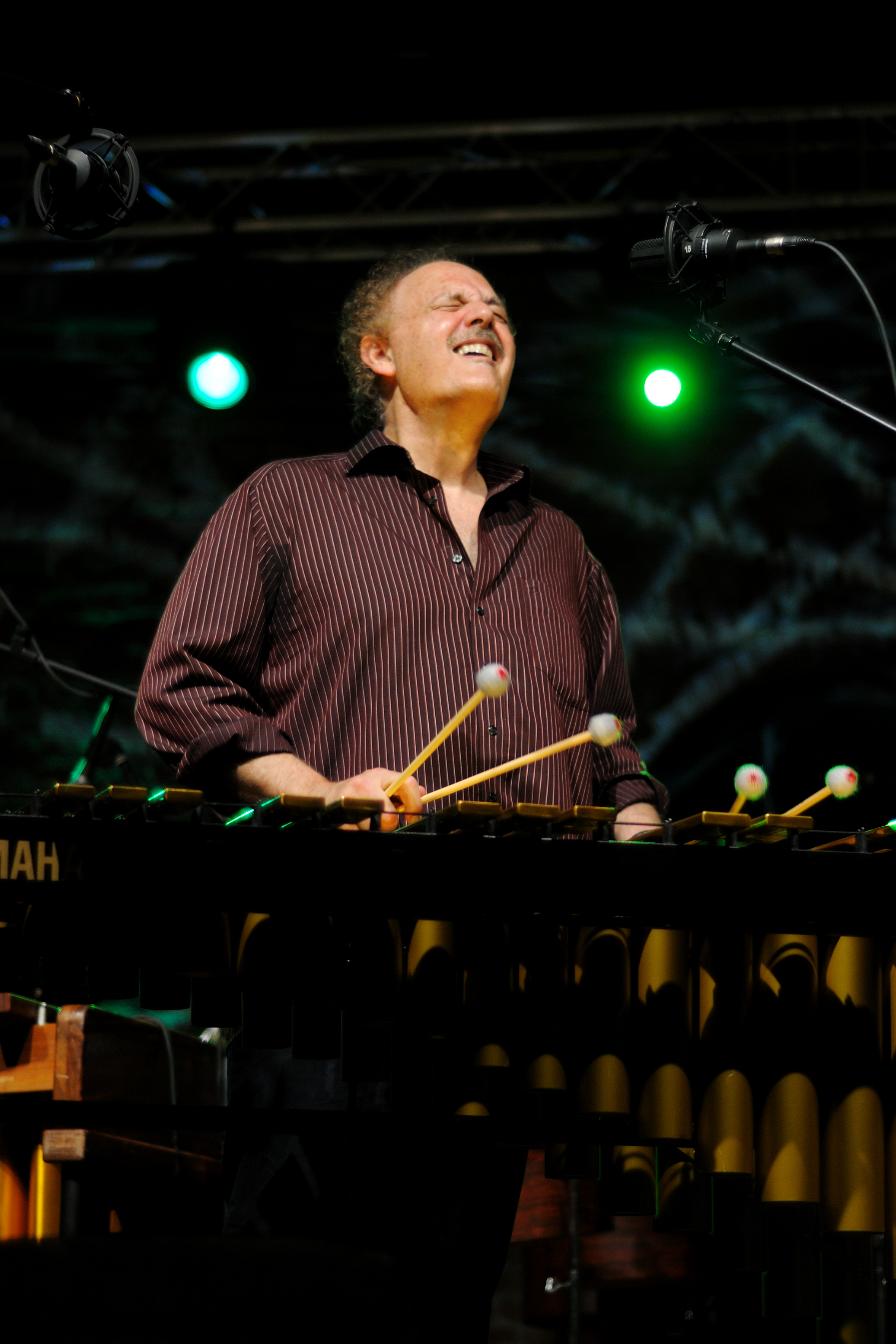
David Friedman (2009)

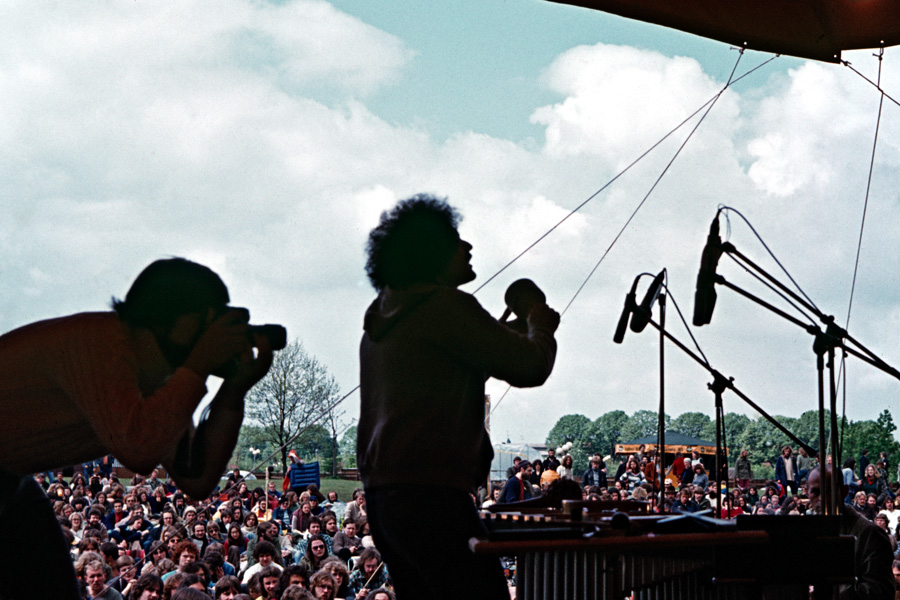
David Friedman (1978)

David Friedman (* 10. März 1944 in New York City, New York) ist ein US-amerikanischer Jazz-Vibraphonist und Marimbaphonist.

## Leben und Wirken
Friedman wuchs in Roslyn (New York) auf. Er studierte in den 1950er und 1960er Jahren Schlagzeug und Xylophon und besuchte die Juilliard School of Music. Daneben lernte er bei Teddy Charles und Hall Overton. In der Folgezeit sammelte er vielseitige musikalische Erfahrungen in der Zusammenarbeit mit Leonard Bernstein, Luciano Berio, Bobby McFerrin, Wayne Shorter und Yoko Ono. Er war bei Liveauftritten und auf Platten mit Musikern wie Joe Henderson, Horace Silver, Johnny Griffin, Jane Ira Bloom, Ron Carter, Joe Chambers, Hubert Laws, Horacee Arnold, Dino Betti van der Noot und John Scofield zu hören.
1975 formierte er The Mallet Duo, gemeinsam mit Dave Samuels, mit dem er 1977 zu den Gründungsmitgliedern des Marimbaphon-Vibraphon-Quartetts Double Image gehörte. Das mit Geri Allen, Anthony Cox und Ronnie Burrage eingespielte Album Shades of Change (1982) wurde vom Magazin Down Beat unter die zwanzig besten CDs des Jahres eingereiht. Auf dem Album Ternaire von 1992 ist er mit Daniel Humair und Jean-François Jenny-Clark zuhören.
Mit dem Bandoneonspieler Dino Saluzzi und dem Bassisten Anthony Cox arbeitete er an einem Projekt zu Astor Piazzollas Tangokompositionen. Mit Jean-Louis Matinier und Anthony Cox nahm er 1996 die CD Other Worlds auf. Darüber hinaus arbeitete er auch mit der NDR Big Band und den Musikern Jasper van’t Hof und John Taylor. 2003 gründete er mit Peter Weniger und Pepe Berns das Trio Tambour, dessen CD Earfood 2004 erschien.
In den 1970er Jahren unterrichtete Friedman an der Manhattan School of Music sowie am 1973 in Montreux gegründeten Institute for Advanced Musical Studies. Ab 1989 war er Professor für Vibraphon und Komposition an der Universität der Künste in Berlin; ab 2005 unterrichtete Friedman am dort neu gegründeten Jazz-Institut Berlin. Nach seiner offiziellen Emeritierung im Jahr 2012 bat man ihn, seine aktuellen Studenten noch bis zu deren Abschluss zu begleiten. Dadurch war er auch noch einige Jahre länger am Institut tätig.

## Diskografische Hinweise
- Tripple Hip Trip mit Harvie Swartz und Daniel Humair, 1972
- Winter Love April Joy mit Hubert Laws, Dave Samuels und Harvie Swartz, 1975
- Futures Passed mit Rimona Francis, Pat Rebillot, Harvie Swartz und Bruce Ditmas, 1976
- Double Image mit Dave Samuels, Harvie Swartz und Michael Di Pasqua, 1977
- Dawn mit Dave Samuels, Harvie Swartz und Michael Di Pasqua, 1978
- Of The Wind’s Eye mit Jane Ira Bloom, Harvie Swartz und Daniel Humair, 1980
- In Lands I Never Saw mit Dave Samuels, 1981
- Peace mit Chet Baker, Buster Williams und Joe Chambers, 1982
- Shades of Change mit Geri Allen, Anthony Cox und Ronnie Burrage, 1982
- Ternaire mit Jean-François Jenny-Clark und Daniel Humair, 1991
- Open Hand mit Dave Samuels, 1993
- Air Sculpture, Soloalbum, 1994
- Greenhouse Fables mit Kenny Wheeler und Jasper van’t Hof, 1994
- Rios mit Dino Saluzzi und Anthony Cox, 1995
- Junkyard mit Chuck Loeb, Dave Charles u. a., 1995.
- Other Worlds mit Jean Louis Matinier und Anthony Cox, 1996
- Duotones mit Dave Samuels, 1997
- Birds of a Feather mit Jasper van’t Hof, 1999
- Earfood mit Peter Weniger und Pepe Berns, 2004
- Rétro mit Peter Weniger, 2010
- Flight, Malletmuse Records, 2019